# Ribeira de Pena (Salvador) e Santo Aleixo de Além-Tâmega
Ribeira de Pena (Salvador) e Santo Aleixo de Além-Tâmega (llamada oficialmente União das Freguesias de Ribeira de Pena (Salvador) e Santo Aleixo de Além-Tâmega) es una freguesia portuguesa del municipio de Ribeira de Pena, distrito de Vila Real.

## Historia
Fue creada el 28 de enero de 2013 en aplicación de una resolución de la Asamblea de la República de Portugal promulgada el 16 de enero de 2013 con la unión de las freguesias de Salvador y Santo Aleixo de Além-Tâmega, pasando su sede a estar situada en la antigua freguesia de Salvador.

## Demografía
| Gráfica de evolución demográfica de Ribeira de Pena (Salvador) e Santo Aleixo de Além-Tâmega entre 2011 y 2021 |
| |
| Datos según el nomenclátor publicado por el INE portugués.                                                     |